# Двоступеневий рух інформації
Двоступеневий рух інформації в процесі масової комунікації (англ. two-step-flow of communication, TSF) — запропонована Е. Катцом та П. Лазарсфельдом модель, що описує процес формування індивідами ідей під впливом лідерів громадської думки (англ. opinion leader). Згідно з даною концепцією, ідеї передаються від засобів масової інформації до лідерів громадської думки, а від них — до більш широкої аудиторії (англ. follower).

## Основні положення
Теорія двоступеневого руху інформації базується на дослідженні соціального впливу, проведеного у 1940 р., яке показало, що засоби масової інформації мають не прямий, а опосередкований вплив на аудиторію, оскільки більшість людей отримують велику частину інформації через особистий вплив на них лідерів громадської думки, в той час, як безпосередній вплив медіа є більш другорядним.
Згідно з моделлю двоступеневого руху інформації, більшість людей формують свої опінії та ставлення під впливом лідерів громадської думки. Лідери думки є тими людьми, що спочатку зазнають впливу певного медіаконтенту, а потім інтерпретують його на основі власних думок. Після цього вплив лідерів громадської думки поширюється на ширшу громадськість, представники якої стають «послідовниками думок». Ці «лідери громадської думки» отримати свій вплив через більш «елітні» засоби масової інформації, які доречно протиставити «основним» чи «популярним» медіа.

## Пол Фелікс Лазарсфельд
Американський соціолог, професор Колумбійського університету, одним з перших почав вивчати вплив засобів масової інформації як окреме явище та привніс математичні методи в суспільствознавчі науки. Лазарсфельд був одним з перших, хто ввів різницю між «адміністративними дослідженнями» та «критичними дослідженнями» щодо медіа. Лазарсфельд був зацікавленим у проблемах емпіричних соціологічних досліджень, ним були закладені основи "соціологічної" концепції електоральної поведінки. Лазарсфельд показав, що електоральна поведінка часто визначається приналежністю виборця до соціальної групи та зазнає впливу інших соціальних акторів. Найвідомішою працею є «Вибір громадян», опублікований у 1944, що описує процес прийняття рішення виборцями під час президентських виборів США у 1940 р.

## Еліо Катц
Американський соціолог, професор Школи Комунікації в Університеті Пенсільванії; співпрацював з Лазарсфельдом при дослідженні електоральної поведінки. Найвідомішою працею є «Міжособистісний вплив», опублікована разом з П. Лазарсфельдом у 1955 р., що показує важливість впливу соціальних акторів на прийняття політичних рішень. Його подальші дослідження стосувалися дифузії медичних інновацій (з Д. Коулман і Г. Мензела) та на дифузії фторування серед американських міст (з Р. Л. Крейн і Д. Розенталь). Стверджував, що публічна сфера є ареною взаємодії між мас-медіа, спілкуванням, думками та діями.

## Концепція двоступеневого руху інформації
Основним припущенням концепції двоступеневого руху інформації є те, що ідеї переймаються від мас-медіа лідерами громадської думки, які транслюють це через соціальні мережі до ширшої аудиторії. Вперше це припущення зробив соціолог Пол Лазарсфельд в 1944 році, а підтвердили та розробили Е. Катц та П. Лазарсфельд у публікаціях 1955 р.
На відміну від моделі «підшкірної голки» або «чарівної палички», розробленої М. Л. де Фльор та С. Болл-Рокешо, яка виходить з припущення про тотальний та миттєвий вплив медіа на аудиторію, модель двоступеневого руху підкреслює значущість людського фактора у сприйнятті реципієнтами інформації. Відтак, якщо модель «підшкірної голки» передбачає пасивність та некритичність аудиторії медіа, модель Е. Катца та П. Лазарсфельда звертає увагу на непрямий рух інформації до реципієнта через активних посередників. Як зазначали Лоурі та ДеФльор, це дослідження було спробою інтерпретувати процес соціального впливу на реципієнта масової комунікації у рамках таких концептуальних схем та теоретичних підходів, які виходили поза межі традиційного наукового вивчення малих груп.
За Лазарсфельдом і Катцом, інформація зі ЗМІ направляється в «маси» через лідерів громадської думки, що мають більший доступ до мас-медіа та більше розуміння медіаконтенту та спроможні пояснити його зміст іншим. Відповідно до цього, доречно розглядати явище «особистого впливу», який відіграє важливу роль при передачі інформації від лідерів громадської думки до різних соціальних груп. Перш за все, лідерами громадської думки стають переважно ті люди, що мають схожі демографічні та соціально-економічні характеристики та розділяють спільні погляди й цінності з цільовою аудиторією.
Дослідження Катца та Лазарсфельда «Вибір людей» (The People's Choice, 1940) показало, що люди в цілому схильні голосувати відповідно до того, як це роблять ті особи, з якими вони себе асоціюють: дружини голосують так же, як їхні чоловіки, члени клубів та організацій голосують так само як й інші члени спільноти, працівники так само як і їхні роботодавці. Водночас яскраво виділяють люди, що більше за інших впливали на вибір електорату, — їх назвали «лідерами громадської думки», при цьому вони були представниками абсолютно різних соціально-економічних груп. Таким чином, лідери громадської думки не знаходять поза спільнотою, на яку вони впливають, оскільки їхнє лідерство — це частина повсякденних відносин всередині їхньої соціальної групи. Відповідно, зв'язки між членами групи потенційно є мережею комунікацій, через яку лідери громадської думки здійснюють вплив на позицію аудиторії, в тому числі й щодо питань політичного вибору.
Отож теорія двоступеневого руху інформації може допомогти передбачити, яким чином повідомлення у засобах масової інформації впливають на поведінку аудиторії та пояснює, чому деякі кампанії в медіа не сприймаються та не змінюють ставлення цільової аудиторії до певних питань.

## Дослідження «Вибір громадян»
Під час президентських виборів у США 1940 р. досліджувалося питання щодо того, чи зможе чинний президент Франклін Рузвельт бути обраним на його третій термін. За фінансової підтримки грантів від Фонду Рокфеллера, журнал Life разом з Е. Ропером провели дослідження поведінки електорату. Опитали 2400 виборців у місті Ері Каунті, штат Огайо (Erie County, Ohio). Дослідженням керували П. Лазарсфельд, Б. Берельсон і Х. Годе. До дослідження залучили 15 інтерв'юерів, що з травня по жовтень 1940 р. періодично опитували представників громади з метою визначення закономірностей процесу прийняття рішень під час виборчої кампанії. У фокусі уваги дослідження були фактори, що безпосередньо впливали на рішення членів громади в міру того, як проводилася передвиборча кампанія.
Результати, отримані під час дослідження «Вибір громадян» дозволили побудувати концепцію двоступеневого потоку інформації, який пізніше був підтверджений теорією обмежених ефектів засобів масової інформації.
Одним з найважливіших відкриттів дослідження став ефект «особистого впливу». Опитування показало, що ті громадяни, які зробили свій вибір наприкінці передвиборчої кампанії та ті, що змінювали його впродовж кампанії, частіше за інших людей відмічали важливість особистого впливу на прийняття своїх рішень. Соціальний тиск, пов'язаний з прийняттям політичного рішення, чинився на цих людей переважно їхніми групами належності — родиною, близькими та друзями, тому для таких виборців характерним є явище політичної гомогенності, коли усі члени групи роблять однаковий політичний вибір. Крім того, серед цієї категорії більша кількість людей повідомили про те, що беруть участь в обговоренні виборів та політичних подій з близькими частіше, ніж чують промови кандидатів по телевізору чи читають передвиборчі програми у газетах. Таким чином, автори прийшли до висновку, що особисті контакти та міжособистісне спілкування на політичні теми були не лише частішими, але й ефективнішими за засоби масової інформації у впливі на прийняття рішення.
Другим компонентом, що мав велике значення при формулюванні гіпотези щодо важливості міжособистісного впливу, було визначення того, чи були одні люди більш впливовими за інших при передачі інформаційних повідомлень ширшій аудиторії. Крім того, дослідження мало на меті виділити «лідерів громадської думки», використовуючи в інструментарії два питання: «Чи хто-небудь нещодавно запитував у Вас поради щодо політичних питань?» та «Чи намагалися Ви останнім часом переконати кого-небудь з Ваших знайомих у своїх політичних поглядах?». Порівнявши тих, хто підходив під визначення «лідерів громадської думки» з іншими, дослідники виявили, що лідери громадської думки більш зацікавлені в результатах виборів. Беручи до уваги майже рівномірний розподіл лідерів громадської думки серед кожного класу та типу зайнятості, а також частоту згадок про них особами, які приймають рішення під впливом друзів, колег по роботі чи родичів, зроблено висновок, що лідери громадської думки можуть бути виділені на кожному соціально-економічному рівні суспільства та зазвичай є дуже схожими на людей, на позицію яких вони впливають.
Подальше порівняння лідерів громадської думки з іншою аудиторією медіа дозволили визначити третій компонент, що підтвердив припущення дослідників: взаємозв'язок між лідерами громадської думки та засобами масової інформації. У порівнянні з іншою частиною населення, лідери громадської думки виявилися значно більше схильними слухати радіо, читати газети та журнали, дивитися телебачення, тобто звертати більше уваги на традиційні засоби отримання інформації (на противагу тим, хто прислуховується до свого соціального оточення). Таким чином, це підтвердило теорію про двоступеневий рух інформації від мас-медіа до лідерів громадської думки, а від них — до іншої частини населення та показало ефективність міжособистісного впливу на формування політичних поглядів.

## Сучасні Дослідження

### Дослідження, що підтверджують двоступеневий рух інформації

#### Дослідження Ровере
Дослідження під назвою Ровере 1949 було проведене Робертом Мертоном для вирішення проблемних питань, що з'явились у наслідку дослідження «Вибір Громадян».
Проводилося дослідження відразу по завершенню голосування 1940 року. Перше з майбутніх трьох блоків дослідження було проведено в маленькому містечку в Нью-Джерсі. Воно розпочалося із виділення вибірки у 86 респондентів. Вони мали назвати людей до котрих вони звертаються за порадою та інформацією щодо різних життєвих питань. Сотні імен були згадані у відповідь, а ті, хто були  згадані чотири рази або більше, отримали статус лідерів громадської думки. Потім виділені лідери були знайдені та також опитані.
Оскільки метою даного дослідження було вирішити проблеми, що спіткали дослідників «Вибору Громадян», фокус дослідників був направлений на методологічні зміни. Так, це дослідження вирішило проблему дизайну дослідження. Для того, щоб можна було знайти лідерів громадської думки, респондентам надали питання «Хто впливає на вас?». Далі розглядалися люди, що впливають на громадську думку до тих, що призначені на неї впливати. тут важливо відмітити дві основні відмінності між дослідженням 1940 року про вибори. По — перше, є різниця у концептуалізації та операціоналізації поняття лідер громадської думки. Наприклад, дослідження «Вибір Громадян» надає значення такому індивіду, як будь — якій особі, що надає пораду, якщо ця людина впливає на когось одного. Це могли бути дружина та чоловік, котрі обговорювали питання виборів та впливали на точку зору один одного. У дослідженні Ровере навпаки лідери громадської думки позначалися критеріями, що передбачали ширшу можливість впливу та загалом об'єм впливу. По — друге, у дослідженні про вибори, хоча б за підтекстом, інтерес дослідників був у таких питаннях як міра ролі інтерперсонального спілкування впливає на прийняття рішень та їх відносну ефективність у порівнянні з мас — медіа. Дослідження Ровере не приділяло надто уваги та вважало само собою зрозумілим такий вплив, тому і продовжували намагатись знайти людей котрі відігравали ключові ролі у передачі інформації. Останній пункт, котрий варто розглянути щодо зв'язку дизайну цього дослідження є те, що воно використовує первинні інтерв'ю майже виключно для того, щоб знайти лідерів громадської думки, однак майже не використовує такий метод, для того, щоб дослідити глибше тип зв'язку між лідерами та послідовниками. Коли лідери були знайдені, майже вся увага була сконцентрована на класифікацію цих лідерів у різні типи, вивчення комунікативної поведінки кожного типу та інтеракцій між лідерами у своїх колах спілкування. Проте, дослідники зовсім не приділили увагу інтеракціям лідерів з оригінальними респондентами, що виокремили їх лідерами.

#### Дослідження Декатур
Дослідження Декатур 1945—1946 було проведене Катцом та Лазарсфельдом. основою дослідження було визначення процесу прийняття рішень щодо маркетингу, моди, відвідування кіно та зв'язків з громадськістю. Методи, що використовувались включали в себе надання само — встановлених (self — designated) запитань, аналіз рішень та глибинні інтерв'ю з лідерами. Однак, особливістю цього дослідження стала зміна фокусу. Першочергово, дослідники цікавились відносною важливістю персонального впливу та парою порадник — слухач. Проблема яка спіткала дослідників стосувалась відсутності можливості опитати усіх респондентів відібраних методом снігової кулі. Отже, причинами зміни цілі дослідження стала необхідність шукати лідерів громадської думки у самих лідерів. Другою причиною було те, що лідери думки впливають у деяких випадках. а не постійно. У одних аспектах вони є більш впливовими ніж в інших. Характерною особливістю дослідження також став процес дифузії або розповсюдження продукту, процесу або ідеї, котру сприймали б як нову через канали комунікації між членами суспільства у певний проміжок часу. Сам процес дифузії має три періоди: конкретна ідея — поширення ідеї у часовому проміжку — розповсюдження ідеї у соціальній структурі цілого суспільства. У результаті дослідження було зазначено, що персональний вплив був більш частим та ефективним у поширенні інформації або певної ідеї ніж мас медіа.
Об'єктом дослідження на цей раз були не тільки лідери громадської думки, але і вивчення відносної важливості особистого впливу і  особо, що надала ім'я власного лідера інформації, а також вже згадана пара порадник — слухач. В ідеалі, потім, це дослідження могло б запитати, чи є лідери думки з того ж соціального класу як і їх послідовники, або ж тенденція впливу відповідає концепції зверху вниз.  Чи схильні члени названої пари бути того ж віку, однієї статі і т. д. Чи є лідер думки більш зацікавлений у певній тематиці або аспекті ніж його слухач. Так само як пара може бути побудована шляхом висновків з консультації свого радника, вона може бути почата у зворотному напрямку, з розмови до людини, яка стверджувала, що діяла як радник, однак, коли знайдено певну людину, стверджує зворотно, що була під впливом. Дослідження Декатур також випробувало цю методику. Використовуючи само визначні питання, що застосовувалися в даному досліджені для голосування, особам, які позначили себе як впливових було запропоновано вказати імена тих на кого вони вплинули. Цей сніжний ком мав повпливати на людей, таким чином  виникла можливість не тільки вивчати взаємодію між консультантом і особою що проходить консультацію, а також вивчити, якою мірою люди, які позначили себе як впливових були підтверджені в їх самооцінці з боку тих на кого вони нібито вплинули. Діючи подібним чином, дослідники сподівалися отримати змогу сказати щось про справедливість техніки позначення самооцінки.
Автори дослідження «Вибір Громадян»  заявляли, що просити людей, до яких вони звертаються, а потім досліджуючи взаємодію між радником та слухачем буде вкрай важко, якщо навіть і неможливо. І, насправді, це виявилося вкрай складно. Багато проблем були виявлені на місцях роботи, результатом якої стало те, що не всі  інтерв'ю підібрані методом сніжного кому можуть бути завершені. У багатьох частинах аналізу даних, тому потрібно було повернутися до порівнянь лідерів і не-лідерів, обчислюючи більше вплив груп з більш високою концентрацією самопризначених лідерів. Але, не зважаючи на обмеження, було продемонстровано, що методи дослідження з урахуванням міжособистісних відносин стало можливо і вигідно застосувати. З часом коли стало очевидно, що ця мета була в межах досяжності дослідниками було прийнято рішення її змінити. Вона стала здаватися бажаною для  враховування до  ланцюжка впливу більше, ніж тих, хто бере участь у парі радник — слухач. Отже, для перегляду радник — слухач як один з компонентів необхідні більш ретельно структуровані соціальної групи. Ці зміни були поступовими і починалися з різних причин. По-перше, результати дослідження Декатур і від подальшого дослідження Ельміра показали, що самі лідери громадської думки часто повідомляють, що їхні власні рішення є під впливом інших людей. Це стало здаватися бажаним, тому, щоб думати з точки зору лідерів громадської думки, лідерами громадської думки.
По-друге, стало зрозуміло, що думка лідерів не може розглядатися як ознака, якою деякі люди володіють, а інші ні, хоча у дослідженні голосування іноді малося на увазі саме так. Навпаки, здавалося цілком очевидним, що думка лідера є визначальною в певних випадках і в певних предметних галузях, в силу того, що він є уповноваженим так як і інші члени його групи. Вивчення літератури малих наукових груп прискорило розробку цієї концепції. Ще один фактор посприяв формуванню нової програми. Розмірковуючи про дослідження Декатур, з'ясувалося, що поки можна говорити про ролі різних факторів у створенні  рішень щодо моди людини, вивчення її конструкції було недостатньо для вивчення моди в сукупності (мода як процес дифузії)  доки воно не враховує зміст рішення або час того хто бере участь. Рішення тих хто змінює моду вивчається у Декатур, можливо, виключило один одного: у той час як місіс Ікс повідомили перехід від моди А до моди Б, інша міс може бути звітувати щодо зміни від Б до А. Це припущенням є вірним як для моди, так і  для будь-якого іншого явища дифузії: на навчання, треба відстежити рух окремих елементів з плином часу. Поєднуючи цей інтерес у дифузії з вивченням ролі більш складних соціальні мереж спілкування дала початок новому дослідження, котре фокусується на  конкретний предмет, дифузії з плином часу та через соціальну структуру суспільства.

#### Дослідження Ліків (Drug Study)
Проведене у 1955 р. Г. Мензелом та Е. Катцом дослідження мало на меті з'ясувати роль міжособистісного впливу на те, яким чином лікарі приймали рішення щодо виписування нових препаратів пацієнтам. Були опитані усі лікарі відповідних спеціальностей у чотирьох містах Середнього Заходу США. Окрім питань щодо відносин між колегами, загальних питань про вживання ліків та впливу різних джерел інформації тощо, кожного лікаря також попросили назвати трьох колег, яких він вважає найбільш соціально активними, трьох колег, з якими він говорив найчастіше про різні медичні випадки та трьох колег, у яких він запитував інформацію та просив про пораду.
Цього разу, коли треба було розробляти дослідження, в якому будуть враховані можливі ролі міжособистісного впливу серед лікарів, з'ясувалося, що лікарів дуже мало і знадобиться опитати всіх представників медичної професії в декількох містах. Якщо б можна було опитати всіх лікарів, то не було б жодних сумнівів, що всі пари що складаються з консультанта з певного медичного питання та консультованого індивіда могли б стати прикладом. Всі такі пари можуть знаходитися в контексті більш великих соціальних груп лікарів, які могли б бути виміряні за допомогою соціометричних методів.
Було опитано лікарів з чотирьох населених пунктів. На додаток до питань про професіональне минуле та персональний погляд на застосування ліків були поставлені питання про вплив різних джерел інформації на формування відношення до даної проблеми. Також були поставлені такі питання як назвати трьох колег з якими лікарі бачиться найчастіше, також трьох з якими він чи вона спілкувалися про застосування препаратів та інші професійні теми, а також трьох у яких лікар шукав поради, настанови чи певної інформації. Крім можливості відображення в мережах міжособистісних відносин, дослідження використання препаратів також передбачало дві інші фактори, необхідні для істинного дифузійного дослідження. По перше це пильність до певного лікарського засобу протягом процесу його визнання та прийняття, а також увага до його стану з плином часу. Можливість зробити даний висновок була досягнута за допомогою ревізії приписів ліків у місцевих аптеках у містах, в яких проводився збір інформації. Було визначено, що на даний момент кожен лікар використовував доволі новий препарат, який отримав широке визнання за кілька місяців до початку дослідження. Таким чином, кожен лікар може бути класифікований з точки зору оперативності його реакції на інновації а також з точки зору наявності іншої інформація для надання певного рецепта.
У цілому, в порівнянні з більш ранніми дослідженнями, наразі використання ліків призначається на більш об'єктивній основі, як з психологічної так і соціологічної точки зору. Це пояснюється тим що людина яка призначає препарат є не єдиним джерелом інформації про певні ліки, а тому не повністю самостійно приймає рішення, адже також використовуються об'єктивні дані запису рецепта. Також, роль різних впливів оцінюється не тільки на підставі власного погляду лікаря на ситуацію, але і на основі об'єктивних кореляцій, які можуть впливати на точку зору медичного працівника. Наприклад, лікарі, які починали використання нових препаратів першими значно частіше були запрошені до участі в медичних нарадах ніж ті, хто починав використовувати ті самі препарати пізніше.
Аналогічним чином, можна визначити роль соціальних відносин у прийнятті рішень лікарем, не лише від власних свідчень про роль соціальних впливів, але і від розташування лікаря в імперсональній мережі, що відображена за допомогою соціометричних питань. Таким чином, на основі соціометричних даних, можна класифікувати лікарів за їх інтеграцією в медичних колах, або ступені їх впливу, за тим, скількох колег вони називають друзями, співрозмовниками і консультантами. Вони також можуть бути класифіковані залежно від їх членства у тій чи іншій мережі. З використанням першого показника стає можливим з'ясування чи збільшилась кількість авторитетних лікарів, що готові впроваджувати нові ліки значно швидше ніж їх менш впливові колеги. Застосувавши другий вид аналізу можна дізнатися, чи лікарі з однієї підгрупи мають схожі шаблони з використання препаратів. Таким чином, стає можливим створення зв'язку між персональним відношенням до рішенням лікаря і впливом що здійснюється на це рішення певними факторами які націлені на підвищення об'єктивності приписання ліків.
Важливо зазначити що в даному досліджені зіставляються в основному те, як дружба, консультації та відносини між професіоналами у медичній сфері впливають на запровадження нових препаратів що знаходяться на стадії вивчення. Тобто, професіональна комунікація має значний вплив на безпосереднє використання лікарями нових препаратів. Дослідження пов'язане з потенційним значенням різних частин цих соціометричної структур до передачі впливу. Можна вказати на ті частини структури, які активуються при введенні нового препарату, і описати послідовність. Поширення препарату в залежить від того як він отримує визнання окремих осіб і груп у суспільстві.
Таким чином, на основі соціометричних даних, можна класифікувати лікарів відповідно до їхньої інтеграції в медичну спільноту, а також відповідно до ступеню їхнього впливу (за кількістю разів, коли їх називали як колег, друзів, дискусійних партнерів чи консультантів). Вони також можуть бути класифіковані залежно від їхнього членства в тій чи іншій мережі або кліки, — залежно від того, хто називає їх. Використовуючи першу класифікацію, дослідники намагалися з'ясувати, чи впливовіші лікарі прийняли нові ліки раніше, ніж ті, хто є менш впливовими. Друга класифікація мала на меті показати, чи справді ті лікарі, які належать до однієї та тієї ж підгрупи мають схожі патерни вживання ліків. Таким чином, дослідження надало можливість встановити відповідність між власним свідченням лікаря про свої рішення та тими ефектами, пов'язаними з впливом на лікаря інших колег та впливом, який він сам справляє.
Дослідження показало, що лікарі дізнаються про нові ліки переважно із засобів масової інформації, а не від колег, проте саме рішення лікаря почати виписувати препарат суттєво залежить від впливу інших лікарів. Те, наскільки швидко лікар визнає нові препарати, залежить від ступеню інтеграції лікаря в медичному співтоваристві. Тобто, чим частіше лікар названий його колегами як друг або співрозмовник, тим більш ймовірно, що він буде новатором щодо нового препарату. Ступінь інтеграції виявилась важливішим фактором, ніж будь-який інший (наприклад, вік, медична школа чи дохід пацієнтів), або будь-якого іншого джерела впливу (наприклад, читачів медичних журналів). Таким чином, інтеграція лікаря у медичне середовище пов'язана з інноваціями та припускає два центральних фактора: міжособистісні зв'язки між лікарями та соціальна підтримка — лікарі, які більше інтегровані у колектив, відчувають себе більш захищеними та менше переймаються ризики інновацій в медицині. Відтак, результати даного дослідження доводять важливість впливу особистих відносин навіть у прийнятті рішень, що мають прийматися з точки зору науковості.
Ще одним важливим результатом дослідження є те, що медична спільнота виявилася відносно гомогенною, а лікарі — пов'язаними між собою своїми рішеннями. Наприклад, було встановлено, що для лікування найбільш складних та неоднозначних захворювань лікарі, в більшості випадків, призначають пацієнтам той же самий препарат, що і його колеги. Дослідження також показало, що у разі появи нового препарату лікарі, які пов'язані між собою та є схожими за соціальними характеристиками, починають радити препарат одночасно. Це явище гомогенності у поведінці є характерним для взаємодіючих індивідів, які стикаються з невизначеними ситуаціями та вбачають у них певні ризики для себе.
Також дослідження поведінки лікарів показало, що роль засобів масової інформації у впливі на прийняття рішення може бути також різним: варто виокремлювати медіа, які «інформують» та такі, які «легітимізують» рішення. Таким чином, поведінка колег лікарів та статті у професійних виданнях виконують функцію легітимації, в той час як комерційні засоби масової інформації виконують функцію інформування.

#### Дослідження Споживання Харчових Продуктів
Сапп і Коршинг (2004) у власному дослідженні також підтвердили існуючий двоступеневий рух інформації. У цьому дослідженні були використані лонгітюдні та панельні методи з метою вивчення впливу негативного збору інформації, дотримання до думок лідерів, схвалень і соціально-демографічних характеристик на символічне споживання респондентами опроміненених харчових продуктів. Збір даних збігся з першим випробуванням ринку опромінених харчових продуктів, що проводився на комерційній фірмі в Міннеаполісі, штат Міннесота, в 2000 році. Результати показали, що спочатку негативний збір інформації, навіть коли супроводжується позитивними рекомендаціями від лідерів громадської думки, знижує символічне прийняття продукту. З плином часу, однак, цей негативний ефект був компенсований відповідно з рекомендаціями від лідерів громадської думки. Ці результати показують, що довіра до соціальних інститутів може бути фактором, а також результатом прийняття рішення. За їх словами, дифузія інновацій передбачає два етапи. Перший це процес доставки інформації, як правило, через засоби масової інформації, і другий — соціальні переконання через підтримку лідерів громадської думки, які є шановним прикладом для інших. Лідери громадської думки можуть бути особами чи організаціями, що розташовані локально або в рамках більш широкої соціальної спільності. Іншими словами, лідери громадської думки, повинні принести нові ідеї та нововведення в соціальну систему і створити умови для зміни норм у суспільстві, так що великомасштабне впровадження інновацій могло відбутися. Виходячи з встановлених припущення, коли кілька людей взаємодіють протягом тривалого періоду часу, виникають взаємні очікування і розробляються норми поведінки. Тому їх дії стають залежними від цих норм і очікувань.

### Дослідження, що спростовують двоступеневий рух інформації
Двоступенева гіпотеза потоку була вперше запропонована за відсутності емпіричних даних, оскільки конструкція оригінального дослідження не передбачала важливість міжособистісних відносин у прийнятті рішень щодо голосування. Більшість робіт, які досліджували цей феномен, використовували культурні підходи з обмеженим узагальнення. Кац і його колеги провели чотири дослідження, щоб забезпечити емпіричну підтримку для функції міжособистісного впливу. Ці дослідження є більш відомі як дослідження Ровере, дослідження Декатур, досліджування ліків, і дослідження  Ельміра. Результати цих досліджень припускають, що особистий вплив вплинув на рішення голосування більш ніж засоби масової інформації, особливо у випадку тих, хто змінив свою думку у результаті політичних кампаній (Кац, 1957). Ці дослідники також знайшли, що міжособистісні відносини не тільки служать як канали зв'язку, але і як джерела тиску, щоб відповідати груповому мисленню і дії. Вони також функціонували як джерела соціальної підтримки
Подальшим дослідженням, які вивчили гіпотезу не вдалося забезпечити точну побудову двоетапної моделі і процесів за допомогою яких функціонують міжособистісні механізми. Вайс (1970) вважає, що двоступенева модель була надмірно спрощена концепція відносини між ЗМІ, лідерів громадської думки і громадськості, і результати багатьох досліджень це підтверджують Ропер (1975) виявив, що деякі з його респондентів вважають «чужих», як важливими джерелами новин. За даними Лауманн і Гутман (1966), мережі дружби в суспільстві організовані більше по горизонталі, ніж по вертикалі, як описують Лазарсфельд і його колеги. Трольдах і Дам (1965) зазначають, що часті розмови були більш популярні серед самих лідерів громадської думки, ніж між лідерами громадської думки і людей на яких вони повинні впливати. Робінзон провів дослідження, результати якого можуть підтримати тільки другу частину твердження Катца, що особистий вплив як більш часто і більш ефективно, ніж будь мас-медіа в голосуванні людей.
За дослідженням Робінсона, будь-який вплив, який відбувається між одним лідером думки та іншим навряд чи буде представляти собою поле масової інформації, як передбачає вихідна модель  на другому етапі. Іншими словами, розмова між лідерами громадської думки та громадськості також може статися навіть перед тим як настане будь — який крок. Робінзон також зазначив, що термін носить занадто загальний характер і може бути замінений на інформацію, що характеризує зв'язок між ЗМІ та лідерами думок, і вплив, як посилання, по який лідери громадської думки структурують цю інформацію, щоб впливати на тих, хто є менш активний.. Тому він запропонував переглянути концепцію двоступеневого потоку.
За даними Ваймана, існує чотири істотні недоліки теорії двоступеневого потоку інформації. По-перше, модель ігнорує свідчення безпосередніх потоків як засобу масової інформації, що здатні безпосередньо передавати нові повідомлення до аудиторії. По-друге, гіпотеза не враховує існування різних етапів у процесі дифузії (поінформованість, інтерес, оцінка, випробування і прийняття), в якому конкретне джерело з більшою ймовірністю буду використовуватися. По-третє, модель, за даними Трольдах і Дам, ігнорує існування горизонтальних 12 потоків які видно, коли лідери обмінюються інформацією і думками між собою. По-четверте, дослідження, в яких вивчалися моделі також критикували за методологічні недоліки, серед них використання тих самих вимірювань для отримання інформації про різні теми, як-от споживчі товари і політичні питання. Інші дослідження також показують, що вплив газет і телебачення на суспільну думку гоорить про те, які проблеми є найбільш важливими протягом останніх декількох місяців політичної кампанії. Це особливо актуально для газет, які відіграють важливу роль у створенні іміджу кандидата. Іншими словами, висвітлення новин може вплинути на сприйняття національного значення, яке в свою чергу, може регулювати елементи оцінки діяльності президента.
Ентман (1989) вважає, що ЗМІ не контролюють того, чому  віддають перевагу люди; вони впливають на громадську думку, надаючи багато інформації, а люди думають про і визначають, як вони думають про неї. Він стверджує, що американці здійснюють своєрідні диспозиції, обдумуючи новину, але вибір носія даних вносить значний внесок у кінцевий результат мислення кожної людини. Дослідник передбачає, що ЗМІ можуть сприяти, але не управляти структурою політичної інформації, яка формує мислення людей, тому що у людей ідеологічні прихильності виникають у наслідок  соціалізації в політичній культурі, де передається інформація і постійно змінюється оточення від  батьків, учителів, керівників, до друзів, більшість з яких використовують певні кошти. Як Вівер (1996) вказує, хоча ЗМІ дозволяють виборцям більш обізнаними та схвольованими про деякі питання, вони вчать менш конкретне питання, позиції кандидатів, менш безпосередньо навчають погляди і думки, і навіть менш безпосередньо впливають на поведінку виборців.

## Критика підходу
Гіпотезу щодо двоступеневого руху інформації, яка стверджує, що ідеї із засобів масової інформації впливають на лідерів думки, а потім на менш активні верстви населення, розкритикували у багатьох подальших дослідженнях. Наприклад, Дойчман та Деніелсон зазначають, що гіпотеза про двоступеневий рух інформації може бути застосована лише на початку опису інформаційного процесу, а до самої масової комунікації має застосовуватись з обережністю. Вони також наводять докази щодо того, що інформація із засобів масової інформації впливає безпосередньо на людей, а не передається через лідерів громадської думки.
Крім того, гіпотеза про двоступеневий рух інформації недостатньо описує процес навчання. Е. Роджерс у роботі «Дифузія інновацій» наводить приклад дослідження, в якому дві третини респондентів зазначили, що основним засобом отримання інформації для них є мас-медіа, а не міжособистісне спілкування. Крім того, теорія Катца та Лазарсфельда критикується з точки зору того, що більшість висновків стосуються загальних звичок медіа споживання, а не отримання інформації у конкретній життєвій ситуації, що підкріплює тезу про одноступеневий рух інформації. Не зважаючи на критику, гіпотеза, запропонована Лазарсфельдом та Катцом, якісно описує вплив засобів масової інформації на формування ідей та поведінки.
Трохдахл вважає, що мас-медіа є першим кроком до того, щоб з'явилося обговорення між громадянами, в ході якого лідери громадської думки ініціюють другий ступінь потоку інформації.
Критикуючи дослідження Катца і Лазарсфельда, Т. Гітлін вказує на деякі дані, що свідчать не на користі ідеї про двоступеневий рух інформації. З одного боку, зазначає Гітлін, міжособистісні результати впливу були засновані на даних, які збиралися ще до появи та поширення необмеженого доступу до телевізійних програм, які зрештою стали неодмінною умовою впливу засобів масової інформації на аудиторію. Крім того, Катц і Лазарсфельд самостійно визнали, що 58 % людей, що говорили про зміну політичної позиції під час проведених опитувань, не пам'ятали, з ким саме мали особистий контакт, який зчинив на них вплив. Таким чином, основний ефект міг дійсно бути із засобів масової інформації, але респонденти про це не зазначали. У той же час лише 38 % респондентів зазначили, що вони намагалися переконати когось у своїх політичних поглядах тому не слід вважати, що мас-медіа впливають виключно на лідерів громадської думки.